# ستيفن هيدلي
ستيفن هيدلي (بالإنجليزية: Stephen Headley) هو منافس ألعاب قوى باربادوسي، ولد في 24 يناير 1988.

## وصلات خارجية
- ستيفن هيدلي على موقع الاتحاد الدولي لألعاب القوى (الإنجليزية)